# Anzi (Maroc)
Anezi (en amazighe : Anezi ⴰⵏⵣⵉ; en arabe : أنزي ) est une commune rurale de l'Anti-Atlas marocain située à 140 km au sud d'Agadir et à 40 km de Tiznit au cœur des montagnes de l'anti-Atlas. La commune s’étend sur 99 km2 et comporte 9186 habitants (statistique de 2024).

## Présentation
Anzi est une commune rurale qui dépend de la province de Tiznit dans la région de Souss-Massa. Elle est entourée de petits villages implantés dans les montagnes ; les habitants de cette commune vivent essentiellement de l'agriculture et de l'élevage (principalement des chèvres). Les principaux arbres fruitiers de la région sont l'arganier, l'amandier et l'olivier.
À cause de plusieurs années consécutives de sècheresse, une importante partie de sa population est émigré[non pertinent] vers les grandes villes marocaines telles que Casablanca, Rabat et Agadir ou à l'étranger notamment en France pour travailler dans le commerce ou exercer d'autres activités libérales.

## Culture
La région d'Anzi est riche en patrimoine culturel enraciné dans les profondeurs de l'histoire, cela se traduit par les multiples facettes et manifestations qui reflètent les différents aspects de la vie humaine dans la région, à commencer par les apparences des maisons antiques, le rôle des seniors, les Tours, le quartier juif, les mosquées et les Zaouiyas... Grâce à divers rituels berbères de cérémonie famille : mariage, naissance, circoncision... Et ainsi que les événements religieux : fêtes religieuses, les festivals liés aux Zaouiyas, les pèlerinages aux saints de la région, sans oublier le patrimoine orales et littéraire transmis depuis des générations sous forme de proverbes, Amdahe et des récitations religieuses inventé par les savants et imams des mosquées. Les écoles antique font partie aussi du paysage culturel de la région, leur rôle depuis des siècles est de former, instruire et éduquer les jeunes afin de participer dans l'élaboration de la société et la transmission des valeurs.

## Tourisme
La région fait partie de la chaîne des montagnes de l'Atlas avec des paysages fascinants et une nature vierge pleine de charme cachant derrière ses montagnes des trésors naturelles constituant la source du développement de la région dans tous les domaines. Parmi ces trésors cachés : Les grottes d'Okosam, les vallées rocheuses contenant des inscriptions témoignant l'enracinement de la région dans les profondeurs de l'histoire, des rivières qui coule et se mélange avec les rayons du soleil dans un silence magique pour peindre un tableau magnifique. Sans oublier le parc naturel de Boutboukalte à seulement 25 km du centre de Anzi et plus précisément sur le sol de la circonscription de Larba Aït Hmad.  Un peu plus loin du même centre se trouve l'ancien quartier juif appelé "El Melah" au village de Tillin où se trouve la tombe du saint juif Mul El Hajra El Manjoura (peut être traduit le saint à la pierre grattée).
La bonne coexistence entre les différents communautés de la société marocaine ainsi que l'authentique urbanisme marocain dans ses maisons. Le quartier est un lieu touristique incontournable et un point de rencontre des cultures et civilisations. Le centre d'Anzi en lui-même est un site touristique riche par ses différents commerces regroupés dans l'ancien vieux marché, par ses bâtiments coloniaux, par son vieux mure et par ses tours... Le marché regorge des produits locaux tels que l'huile d'argan, la céramique, le cuir, les bijoux en argent... et tout ce qui peut attirer la curiosité du visiteur. Non loin du center d'Anzi, l'oasis de Tazroualte situé à quelques kilomètres (30 km) regorge des charmants paysages et d'architecture antique, sans oublier le festival annuel qui attire des visiteurs de partout dans le monde.

## Population
La région d'Anzi comporte 6 619 habitants selon les statistiques de 2004. Le tissu social de la région est Caractérisé par la diversité de ses éléments et de composants de plusieurs catégories allant des commerçants et résidents à l'étranger, en plus des paysans, des artisans et des cadres opérant dans divers postes de gestion administratif. La commune possède un potentiel humain ayant des compétences importantes et efficaces dans tous les domaines de la vie économique, sportif, culturel, artistique et qualifié pour jouer le rôle principal dans l'animation du travail associatif et contribuent au développement local.

## Cuisine locale
La cuisine est un autre domaine dans lequel la région excelle, avec plusieurs tables et variétés selon la période, les lieux et les occasions allant de repas hebdomadaires tels que le couscous et le tajine local... Les plats accompagnant les occasions (fêtes religieuses ou mariages...) sont caractérisés par des rituels selon la nature de l'événement et son importance. Le couscous et le tajine reste tous de même les plats principaux dans toute la région comme le reste du Maroc avec des touches régionales utilisant des produits locaux comme de l'huile d'argan qui fait la spécialité de la région. Une émission culinaire présentée par la célèbre animatrice et cuisinière Choumicha a été filmée à Anzi, elle présente la préparation de quelques plats de la région.